# Phylloscopus fuligiventer
A Phylloscopus fuligiventer a verébalakúak (Passeriformes) rendjébe, ezen belül a füzikefélék (Phylloscopidae) családjába és a Phylloscopus nembe tartozó faj. 10-11 centiméter hosszú. Banglades, Bhután, India, Kína, Nepál, Mianmar bokros, borókás területein él. Többnyire rovarokkal, pókokkal táplálkozik.

## Alfajai
- P. f. fuligiventer (Hodgson, 1845) – költési területe Himalája (közép-Nepáltól délnyugat-Kínáig), észak-Mianmar, közép-Kína, télen észak- és északkelet-India;
- P. r. minullus (Reichenow, 1905) – költési területe Himalája (közép-Nepáltól délnyugat-Kínáig), télen észak- és északkelet-India, észak-Banglades.

## Fordítás
- Ez a szócikk részben vagy egészben  a   Smoky warbler című angol Wikipédia-szócikk fordításán alapul.  Az eredeti cikk szerkesztőit annak laptörténete sorolja fel. Ez a jelzés csupán a megfogalmazás eredetét és a szerzői jogokat jelzi, nem szolgál a cikkben szereplő információk forrásmegjelöléseként.